# Irene (sångare)
Bae Joo-hyun (hangul: 배주현), mer känd under artistnamnet Irene (hangul: 아이린), född 29 mars 1991 i Daegu, är en sydkoreansk sångerska, skådespelare och rappare.
Hon har varit medlem i den sydkoreanska tjejgruppen Red Velvet sedan gruppen debuterade 2014. Hon är ledare för Red Velvet.

## Diskografi

### Album
| Datum       | Albumtitel       | Topplacering          |
| Datum       | Albumtitel       | Sydkorea (Gaon Chart) |
| ----------- | ---------------- | --------------------- |
| 18 mar 2015 | Ice Cream Cake   | 1                     |
| 9 sep 2015  | The Red          | 1                     |
| 17 mar 2016 | The Velvet       | 1                     |
| 7 sep 2016  | Russian Roulette | 1                     |
| 1 feb 2017  | Rookie           | 1                     |

## Filmografi

### TV-drama
| År   | Titel                   | Kanal         | Roll      |
| ---- | ----------------------- | ------------- | --------- |
| 2016 | Descendants of the Sun  | KBS2          | cameoroll |
| 2016 | Women at a Game Company | Naver TV Cast | Ah-reum   |